# Rodd & Gunn
 (juillet 2024).
Rodd & Gunn est une entreprise néozélandaise de vêtements fondée en 1946. Rodd et Gunn ouvre son premier magasin à Queen Street en 1987.